# Velikolaščanska pokrajina
Velikolaščanska pokrajina zavzema hribovito in gričevnato ozemlje med višjima Bloško planoto in Malo goro ter Turjaško pokrajino na severozahodu in nižjo Ribniško dolino na jugovzhodu.